# Корпорация «Бессмертие»
«Корпорация „Бессмертие“» (англ. Immortality Inc.) — фантастический роман 1958 года Роберта Шекли. После выхода был встречен критиками положительно. По мнению Станислава Лема, роман служит примером произведений метафизической тематики научной фантастики, которые «следует воспринимать как фэнтези либо литературу ужасов, прикидывающимися — определёнными реквизитами и техникой — частью научной фантастики».

## Сюжет
По–своему ироничный, немного сатиричный и одновременно глубокий по своему философскому замыслу роман описывает ситуацию, при которой главный герой — Томас Блейн, возвращаясь из отпуска на личном автомобиле, не справился с управлением, и, выскочив на встречную полосу, спровоцировал лобовое столкновение с другим автомобилем. В последние минуты перед столкновением он увидел фрагменты своей жизни, как при замедленной съемке, ощутил, как ломается руль в его руках, как трещат ребра и хрустит позвоночник, как его тело становится бесформенным сгустком из плоти и крови. Пробуждение было необычным… Он очнулся в больничной палате в чужом теле. За окном 2110 год. Компания «Рэкс Корпорэйшн» по собственному произволу переместила его сознание из прошлого в тело другого человека в будущее. Зачем? Почему? Кто он после этого перемещения и чье тело ему досталось? Эти и многие другие вопросы мучают Блейна.

## Экранизации
- Одноимённый эпизод 1969 года британского сериала «Пределы неизведанного» (Out of the Unknown)[2][3].
- Американский кинофильм 1992 года «Корпорация „Бессмертие“» (Freejack), известный в русском прокате также под названиями «Свободный человек», «Беглец», «Беглец с того света».